# Кубок Англії з футболу 1991—1992
Кубок Англії з футболу 1991—1992 — 111-й розіграш найстарішого футбольного турніру у світі, Кубка виклику Футбольної Асоціації, також відомого як Кубок Англії.

## Перший раунд
| Дата                      | Господарі              | Рахунок      | Гості             |
| ------------------------- | ---------------------- | ------------ | ----------------- |
| 15 листопада              | Фулгем                 | 0:2          | Хейєс             |
| 16 листопада              | Йовіл Таун             | 1:1          | Волсолл           |
| 27 листопада Перегравання | Волсолл                | 0:1          | Йовіл Таун        |
| 16 листопада              | Рексем                 | 5:2          | Вінсфорд Юнайтед  |
| 16 листопада              | Віттон Альбіон         | 1:1          | Галіфакс Таун     |
| 27 листопада Перегравання | Галіфакс Таун          | 1:2          | Віттон Альбіон    |
| 16 листопада              | Віндзор енд Ітон       | 1:1          | Вокінг            |
| 27 листопада Перегравання | Віндзор енд Ітон       | 2:4          | Вокінг            |
| 16 листопада              | Вест-Бромвіч Альбіон   | 6:0          | Марлоу            |
| 16 листопада              | Торкі Юнайтед          | 3:0          | Бірмінгем Сіті    |
| 16 листопада              | Свонсі Сіті            | 2:1          | Кардіфф Сіті      |
| 16 листопада              | Сток Сіті              | 0:0          | Телфорд Юнайтед   |
| 26 листопада Перегравання | Телфорд Юнайтед        | 2:1          | Сток Сіті         |
| 16 листопада              | Стокпорт Каунті        | 3:1          | Лінкольн Сіті     |
| 16 листопада              | Слау Таун              | 3:3          | Редінг            |
| 27 листопада Перегравання | Редінг                 | 2:1          | Слау Таун         |
| 16 листопада              | Сканторп Юнайтед       | 1:1          | Ротергем Юнайтед  |
| 26 листопада Перегравання | Ротергем Юнайтед       | 3:3 пен. 7:6 | Сканторп Юнайтед  |
| 16 листопада              | Скарборо               | 0:2          | Віган Атлетік     |
| 16 листопада              | Ранкорн                | 0:3          | Транмер Роверз    |
| 16 листопада              | Пітерборо Юнайтед      | 7:0          | Гарлоу Таун       |
| 16 листопада              | Моркем                 | 0:1          | Галл Сіті         |
| 16 листопада              | Менсфілд Таун          | 1:1          | Престон Норт-Енд  |
| 27 листопада Перегравання | Менсфілд Таун          | 0:1          | Престон Норт-Енд  |
| 16 листопада              | Мейдстоун Юнайтед      | 1:0          | Саттон Юнайтед    |
| 16 листопада              | Лейтон Орієнт          | 2:1          | Веллінг Юнайтед   |
| 16 листопада              | Кіддермінстер Гарріерз | 0:1          | Айлесбері Юнайтед |
| 16 листопада              | Кеттерінг Таун         | 1:1          | Вікем Вондерерз   |
| 27 листопада Перегравання | Вікем Вондерерз        | 0:2          | Кеттерінг Таун    |
| 16 листопада              | Гаддерсфілд Таун       | 7:0          | Лінкольн Сіті     |
| 16 листопада              | Гартліпул Юнайтед      | 3:2          | Шрусбері Таун     |
| 16 листопада              | Гейлзовін Таун         | 2:2          | Фарнборо Таун     |
| 26 листопада Перегравання | Фарнборо Таун          | 4:0          | Гейлзовін Таун    |
| 16 листопада              | Гретна                 | 0:0          | Рочдейл           |
| 27 листопада Перегравання | Рочдейл                | 3:1          | Гретна            |
| 16 листопада              | Дарлінгтон             | 2:1          | Честерфілд        |
| 16 листопада              | Кроулі Таун            | 4:2          | Нортгемптон Таун  |
| 16 листопада              | Колчестер Юнайтед      | 0:0          | Ексетер Сіті      |
| 27 листопада Перегравання | Ексетер Сіті           | 0:0 пен. 4:2 | Колчестер Юнайтед |
| 16 листопада              | Честер Сіті            | 1:0          | Гайзлі            |
| 16 листопада              | Карлайл Юнайтед        | 1:1          | Кру Александра    |
| 26 листопада Перегравання | Кру Александра         | 5:3          | Карлайл Юнайтед   |
| 16 листопада              | Бері                   | 0:1          | Бредфорд Сіті     |
| 16 листопада              | Бернлі                 | 1:1          | Донкастер Роверз  |
| 27 листопада Перегравання | Донкастер Роверз       | 1:3          | Бернлі            |
| 16 листопада              | Брідлінгтон Таун       | 1:2          | Йорк Сіті         |
| 16 листопада              | Борнмут                | 3:1          | Бромсгроув Роверз |
| 16 листопада              | Блекпул                | 2:1          | Грімсбі Таун      |
| 16 листопада              | Барнет                 | 5:0          | Тівертон Таун     |
| 16 листопада              | Атерстен Юнайтед       | 0:0          | Герефорд Юнайтед  |
| 26 листопада Перегравання | Герефорд Юнайтед       | 3:0          | Атерстен Юнайтед  |
| 16 листопада              | Олдершот               | 0:1          | Енфілд            |
| 17 листопада              | Емлі                   | 0:3          | Болтон Вондерерз  |
| 18 листопада              | Брентфорд              | 3:3          | Джиллінгем        |
| 26 листопада Перегравання | Джиллінгем             | 1:3          | Брентфорд         |

## Другий раунд
До другого раунду увійшли переможці першого раунду. 
| Дата                   | Господарі         | Рахунок | Гості                |
| ---------------------- | ----------------- | ------- | -------------------- |
| 7 грудня               | Йорк Сіті         | 1:1     | Транмер Роверз       |
| 17 грудня Перегравання | Транмер Роверз    | 2:1     | Йорк Сіті            |
| 7 грудня               | Рексем            | 1:0     | Телфорд Юнайтед      |
| 7 грудня               | Вокінг            | 3:0     | Йовіл Таун           |
| 7 грудня               | Віган Атлетік     | 2:0     | Стокпорт Каунті      |
| 7 грудня               | Торкі Юнайтед     | 1:1     | Фарнборо Таун        |
| 17 грудня Перегравання | Фарнборо Таун     | 4:3     | Торкі Юнайтед        |
| 7 грудня               | Рочдейл           | 1:2     | Гаддерсфілд Таун     |
| 7 грудня               | Престон Норт-Енд  | 5:1     | Віттон Альбіон       |
| 7 грудня               | Пітерборо Юнайтед | 0:0     | Редінг               |
| 17 грудня Перегравання | Редінг            | 1:0     | Пітерборо Юнайтед    |
| 7 грудня               | Мейдстоун Юнайтед | 1:2     | Кеттерінг Таун       |
| 7 грудня               | Хейєс             | 0:2     | Кроулі Таун          |
| 7 грудня               | Ексетер Сіті      | 0:0     | Свонсі Сіті          |
| 17 грудня Перегравання | Свонсі Сіті       | 1:2     | Ексетер Сіті         |
| 7 грудня               | Енфілд            | 1:4     | Барнет               |
| 7 грудня               | Кру Александра    | 2:0     | Честер Сіті          |
| 7 грудня               | Бернлі            | 2:0     | Ротергем Юнайтед     |
| 7 грудня               | Борнмут           | 2:1     | Брентфорд            |
| 7 грудня               | Болтон Вондерерз  | 3:1     | Бредфорд Сіті        |
| 7 грудня               | Блекпул           | 0:1     | Галл Сіті            |
| 7 грудня               | Айлесбері Юнайтед | 2:3     | Герефорд Юнайтед     |
| 9 грудня               | Лейтон Орієнт     | 2:1     | Вест-Бромвіч Альбіон |
| 17 грудня              | Дарлінгтон        | 1:2     | Гартліпул Юнайтед    |

## Третій раунд
| Дата                  | Господарі                | Рахунок      | Гості                   |
| --------------------- | ------------------------ | ------------ | ----------------------- |
| 4 січня               | Рексем                   | 2:1          | Арсенал                 |
| 4 січня               | Вокінг                   | 0:0          | Герефорд Юнайтед        |
| 14 січня Перегравання | Герефорд Юнайтед         | 2:1          | Вокінг                  |
| 4 січня               | Свіндон Таун             | 3:2          | Вотфорд                 |
| 4 січня               | Сандерленд               | 3:0          | Порт Вейл               |
| 4 січня               | Саутгемптон              | 2:0          | Квінз Парк Рейнджерс    |
| 4 січня               | Шеффілд Юнайтед          | 2:0          | Лутон Таун              |
| 4 січня               | Престон Норт-Енд         | 0:2          | Шеффілд Венсдей         |
| 4 січня               | Оксфорд Юнайтед          | 3:1          | Транмер Роверз          |
| 4 січня               | Олдем Атлетік            | 1:1          | Лейтон Орієнт           |
| 15 січня Перегравання | Лейтон Орієнт            | 4:2          | Олдем Атлетік           |
| 4 січня               | Ноттінгем Форест         | 1:0          | Вулвергемптон Вондерерз |
| 4 січня               | Норвіч Сіті              | 1:0          | Барнслі                 |
| 4 січня               | Мідлсбро                 | 2:1          | Манчестер Сіті          |
| 4 січня               | Лестер Сіті              | 1:0          | Крістал Пелес           |
| 4 січня               | Іпсвіч Таун              | 1:1          | Гартліпул Юнайтед       |
| 15 січня Перегравання | Гартліпул Юнайтед        | 0:2          | Іпсвіч Таун             |
| 4 січня               | Галл Сіті                | 0:2          | Челсі                   |
| 4 січня               | Гаддерсфілд Таун         | 0:4          | Міллволл                |
| 4 січня               | Фарнборо Таун            | 1:1          | Вест Гем Юнайтед        |
| 14 січня Перегравання | Вест Гем Юнайтед         | 2:1          | Фарнборо Таун           |
| 4 січня               | Ексетер Сіті             | 1:2          | Портсмут                |
| 4 січня               | Евертон                  | 1:0          | Саутенд Юнайтед         |
| 4 січня               | Ковентрі Сіті            | 1:1          | Кембридж Юнайтед        |
| 14 січня Перегравання | Кембридж Юнайтед         | 1:0          | Ковентрі Сіті           |
| 4 січня               | Бернлі                   | 2:2          | Дербі Каунті            |
| 25 січня Перегравання | Дербі Каунті             | 2:0          | Бернлі                  |
| 4 січня               | Бристоль Сіті            | 1:1          | Вімблдон                |
| 14 січня Перегравання | Вімблдон                 | 0:1          | Бристоль Сіті           |
| 4 січня               | Брайтон енд Гоув Альбіон | 5:0          | Кроулі Таун             |
| 4 січня               | Борнмут                  | 0:0          | Ньюкасл Юнайтед         |
| 22 січня Перегравання | Ньюкасл Юнайтед          | 2:2 пен. 3:4 | Борнмут                 |
| 4 січня               | Болтон Вондерерз         | 2:0          | Редінг                  |
| 4 січня               | Блекберн Роверз          | 4:1          | Кеттерінг Таун          |
| 5 січня               | Ноттс Каунті             | 2:0          | Віган Атлетік           |
| 5 січня               | Чарльтон Атлетік         | 3:1          | Барнет                  |
| 5 січня               | Бристоль Роверз          | 2:0          | Плімут Аргайл           |
| 5 січня               | Астон Вілла              | 0:0          | Тоттенгем Готспур       |
| 14 січня Перегравання | Тоттенгем Готспур        | 0:1          | Астон Вілла             |
| 6 січня               | Кру Александра           | 0:4          | Ліверпуль               |
| 15 січня              | Лідс Юнайтед             | 0:1          | Манчестер Юнайтед       |

## Четвертий раунд
У цьому раунді зіграли переможці попереднього етапу.
| Дата                   | Господарі         | Рахунок      | Гості                    |
| ---------------------- | ----------------- | ------------ | ------------------------ |
| 25 січня               | Вест Гем Юнайтед  | 2:2          | Рексем                   |
| 4 лютого Перегравання  | Рексем            | 0:1          | Вест Гем Юнайтед         |
| 25 січня               | Портсмут          | 2:0          | Лейтон Орієнт            |
| 25 січня               | Лестер Сіті       | 1:2          | Бристоль Сіті            |
| 25 січня               | Кембридж Юнайтед  | 0:3          | Свіндон Таун             |
| 25 січня               | Болтон Вондерерз  | 2:1          | Брайтон енд Гоув Альбіон |
| 26 січня               | Ноттінгем Форест  | 2:0          | Герефорд Юнайтед         |
| 26 січня               | Челсі             | 1:0          | Евертон                  |
| 26 січня               | Чарльтон Атлетік  | 0:0          | Шеффілд Юнайтед          |
| 5 лютого Перегравання  | Шеффілд Юнайтед   | 3:1          | Чарльтон Атлетік         |
| 27 січня               | Саутгемптон       | 0:0          | Манчестер Юнайтед        |
| 5 лютого Перегравання  | Манчестер Юнайтед | 2:2 пен. 2:4 | Саутгемптон              |
| 4 лютого               | Шеффілд Венсдей   | 1:2          | Мідлсбро                 |
| 4 лютого               | Ноттс Каунті      | 2:1          | Блекберн Роверз          |
| 5 лютого               | Оксфорд Юнайтед   | 2:3          | Сандерленд               |
| 5 лютого               | Норвіч Сіті       | 2:1          | Міллволл                 |
| 5 лютого               | Іпсвіч Таун       | 3:0          | Борнмут                  |
| 5 лютого               | Дербі Каунті      | 3:4          | Астон Вілла              |
| 5 лютого               | Бристоль Роверз   | 1:1          | Ліверпуль                |
| 11 лютого Перегравання | Ліверпуль         | 2:1          | Бристоль Роверз          |

## П'ятий раунд
На цьому етапі зіграли переможці попереднього раунду.
| Дата                   | Господарі        | Рахунок | Гості            |
| ---------------------- | ---------------- | ------- | ---------------- |
| 15 лютого              | Сандерленд       | 1:1     | Вест Гем Юнайтед |
| 26 лютого Перегравання | Вест Гем Юнайтед | 2:3     | Сандерленд       |
| 15 лютого              | Портсмут         | 1:1     | Мідлсбро         |
| 26 лютого Перегравання | Мідлсбро         | 2:4     | Портсмут         |
| 15 лютого              | Ноттінгем Форест | 4:1     | Бристоль Сіті    |
| 15 лютого              | Норвіч Сіті      | 3:0     | Ноттс Каунті     |
| 15 лютого              | Челсі            | 1:0     | Шеффілд Юнайтед  |
| 16 лютого              | Свіндон Таун     | 1:2     | Астон Вілла      |
| 16 лютого              | Іпсвіч Таун      | 0:0     | Ліверпуль        |
| 26 лютого Перегравання | Ліверпуль        | 3:2     | Іпсвіч Таун      |
| 16 лютого              | Болтон Вондерерз | 2:2     | Саутгемптон      |
| 26 лютого Перегравання | Саутгемптон      | 3:2     | Болтон Вондерерз |

## Шостий раунд
На цьому етапі зіграли переможці попереднього раунду.
| Дата                    | Господарі   | Рахунок | Гості            |
| ----------------------- | ----------- | ------- | ---------------- |
| 7 березня               | Саутгемптон | 1:1     | Норвіч Сіті      |
| 18 березня Перегравання | Норвіч Сіті | 2:1     | Саутгемптон      |
| 7 березня               | Портсмут    | 1:0     | Ноттінгем Форест |
| 8 березня               | Ліверпуль   | 1:0     | Астон Вілла      |
| 9 березня               | Челсі       | 1:1     | Сандерленд       |
| 18 березня Перегравання | Сандерленд  | 2:1     | Челсі            |

## Півфінали
У півфіналах зіграли команди, що перемогли на попередньому етапі.
| Дата                   | Господарі  | Рахунок      | Гості       |
| ---------------------- | ---------- | ------------ | ----------- |
| 5 квітня               | Сандерленд | 1:0          | Норвіч Сіті |
| 5 квітня               | Ліверпуль  | 1:1          | Портсмут    |
| 13 квітня Перегравання | Ліверпуль  | 0:0 пен. 3:1 | Портсмут    |

## Фінал
| 9 травня 1992 15:00 BST |

| «Ліверпуль»       | 2:0      | «Сандерленд» |
| ----------------- | -------- | ------------ |
| Томас 47' Раш 68' | Протокол |              |

| Вемблі, Лондон Глядачів: 79 544 Арбітр: Філіп Дон |